# فالنتاين (فلم)
فالنتاين (بالإنجليزية: Valentine) هو فيلم رعب أمريكي صدر عام 2001 من بطولة ديفيد بوريناز وكاثرين هيغل ودنيس ريتشاردز.

## القصة
تحكي عن حفلة موسيقية يتعرض فيها طفل للتنمر من قبل اصدقائه في يوم عيد الفلانتاين(الحب)الحب وتستهزأ به الفتيات الذي يطلب منهم الرقص معهم الا فتاة واحدة فيذهب معها ويجسلون في مكان خالي لكنهم يتعرضون للتمنر من قبل اصدقائه...
فيذهب وينتقم

## الميزانية والإيرادات
بلغت تكلفة إنتاج الفيلم حوالي 29 مليون دولار بينما حقق إيرادات تقدر بـ 36684136 دولار.

## وصلات خارجية
- مقالات تستعمل روابط فنية بلا صلة مع ويكي بيانات